# Премии НАН Украины имени выдающихся учёных Украины
Премии НАН Украины имени выдающихся учёных Украины — премии, ежегодно присуждаемые Национальной академией наук Украины на основании проведённых в соответствующих отделениях НАН Украины конкурсов.

## История
Первая из премий выдающихся учёных Украины (Премия НАН Украины имени Л. В. Писаржевского) была основана в 1939 году. Первым лауреатом этой премии по итогам конкурса 1940 года стал Илья Ильич Черняев. Первое вручение состоялось в 1941 году и продолжалось до 1943 года. В дальнейшем эта премия по неизвестным причинам не вручалась в принятие Советом Министров УССР нового постановления в 1964 году. Первое вручение после перерыва состоялось в следующем 1965 году. В 1946 году была учреждена премия и золотая медаль имени И. И. Мечникова. Однако она тоже по неизвестным причинам не вручалась до 1996 года. В том же 1946 году была основана также премия имени А. А. Богомольца, однако первое вручение состоялось только в 1954 году.

## Общее описание
Премиями отмечаются ученые, опубликовавшие лучшие научные труды, осуществившие изобретения и открытия, имеющие важное значение для развития науки и экономики Украины.
Вручение премий имени выдающихся учёных Украины проводится Президиумом НАН Украины каждый год на Общем собрании НАН Украины.
Размер премии определяется ежегодно Президиумом НАН Украины. Например, по итогам конкурсов 2009 года, проведённых отделениями Национальной академии наук Украины, установили размер для каждой из премий имени выдающихся учёных Украины на сумму 6 000 грн.
В конкурсе на соискание именных премий могут участвовать:
- действительные члены и члены-корреспонденты Национальной академии наук Украины, независимо от места их постоянной работы;
- отдельные лица, работающие в научных учреждениях, вузах, на предприятиях и в организациях, расположенных на территории Украины;
- коллективы авторов, которые выполнили предложенную на соискание именной премии работу, если большинство авторов работает в учреждениях, расположенных на территории Украины.

На соискание именных премий могут быть выдвинуты:
- научные труды только после того, как пройдёт не менее шести месяцев, но не больше пяти лет после их публикации;
- изобретения и открытия — после их внедрения в народное хозяйство.

На конкурс не принимаются удостоенные работы:
- Работы, которые были удостоены Государственной премии
- именных премий Российской АН
- именных премий НАН Украины,
- именных премий отраслевых академий стран СНГ
- специальных премий других ведомств, присуждаемых по конкурсам.

Нельзя также выдвигать на конкурс сборники научных работ более трёх авторов.
Право выдвигать работы на соискание премий имени выдающихся ученых Украины предоставляется действительным членам и членам-корреспондентам НАН Украины, научным учреждениям, высшим учебным заведениям; опытным лабораториям и станциям, конструкторским бюро; научно-техническим советам министерств и ведомств Украины; научным советам по проблемам науки; техническим советам промышленных предприятий; научным и инженерно-техническим ассоциациям и обществам.
Уведомление о присуждении премий имени выдающихся учёных Украины публикуется в журнале «Вестник Национальной академии наук Украины».
Работы, за которые присуждены именные премии, передаются на хранение в Национальную библиотеку Украины имени В. И. Вернадского.

## Виды премий
По состоянию на 2018 год было 78 премий имени выдающихся ученых Украины. По состоянию на 2018 год вручается 75 премий (премии им. Д. З. Мануильского и им. А. Г. Шлихтера упразднены после обретения независимости Украины в 1992 году, премия НАН Украины имени В. И. Вернадского не присуждается с 2007 года в связи с учреждением золотой медали имени В. И. Вернадского), каждая с периодичностью раз в 3 года. Каждый год присуждается не более 25 премий.
| Премия                                                | Год основания          | В честь кого премия                    | Премированные работы | Отделение НАН Украины                                              |
| ----------------------------------------------------- | ---------------------- | -------------------------------------- | --- | ------------------------------------------------------------------ |
| Премия НАН Украины имени Н. М. Амосова (медицина)     | 2003                   | Амосов Николай Михайлович              | за выдающиеся научные работы в области кардио- и сосудистой хирургии и трансплантологии                                                                                                | Отделение биохимии, физиологии и молекулярной биологии НАН Украины |
| Премия НАН Украины имени М. М. Амосова (кибернетика)  | 2003                   | Амосов Николай Михайлович              | за выдающиеся работы в области биокибернетики, проблем искусственного интеллекта и разработки новых информационных технологий                                                          | Отделение информатики НАН Украины                                  |
| Премия НАН Украины имени О. К. Антонова               | 1997                   | Антонов Олег Константинович            | за выдающиеся достижения в области технической механики и самолётостроения | Отделение механики НАН Украины                                     |
| Премия НАН Украины имени А. И. Ахиезера               | 2018                   | Ахиезер Александр Ильич                | за выдающиеся научные работы в области теоретической физики и физики плазмы | Отделение ядерной физики и энергетики НАН Украины                  |
| Премия НАН Украины имени Н. П. Барабашова             | 1987                   | Барабашов Николай Павлович             | за выдающиеся работы в области физики планет, звёзд и галактик | Отделение физики и астрономии НАН Украины                          |
| Премия НАН Украины имени Н. Н. Боголюбова             | 1992                   | Боголюбов Николай Николаевич (старший) | за выдающиеся научные работы в области математики и теоретической физики | Отделение математики НАН Украины                                   |
| Премия НАН Украины имени А. А. Богомольца             | 1946                   | Богомолец Александр Александрович      | за выдающиеся научные работы в области физиологии и патофизиологии | Отделение биохимии, физиологии и молекулярной биологии НАН Украины |
| Премия НАН Украины имени С. Я. Брауде                 | 2007                   | Брауде Семён Яковлевич                 | за выдающиеся научные работы в области радиофизики и радиоастрономии | Отделение физики и астрономии НАН Украины                          |
| Премия НАН Украины имени А. И. Бродского              | 1997                   | Бродский Александр Ильич               | за выдающиеся научные работы в области теории химического строения, кинетики и реакционной способности                                                                                 | Отделение химии НАН Украины                                        |
| Премия НАН Украины имени Н. П. Василенко              | 1991                   | Василенко Николай Прокофьевич          | за выдающиеся научные работы в области государства и права Украины | Отделение истории, философии и права НАН Украины                   |
| Премия НАН Украины имени В. И. Вернадского            | 1972 (упразднена 2007) | Вернадский Владимир Иванович           | за выдающиеся научные работы в области геологии, геофизики и гидрофизики | Отделение наук о Земле НАН Украины                                 |
| Премия НАН Украины имени Б. И. Веркина                | 1997                   | Веркин Борис Иеремеевич                | за выдающиеся научные работы в области физики и техники низких температур | Отделение физики и астрономии НАН Украины                          |
| Премия НАН Украины имени Д. В. Волкова                | 2007                   | Волков Дмитрий Васильевич              | за выдающиеся работы в области теории ядра и физики высоких энергий | Отделение ядерной физики и энергетики НАН Украины                  |
| Премия НАН Украины имени С. М. Гершензона             | 2003                   | Гершензон Сергей Михайлович            | за выдающиеся научные работы в области молекулярной биологии, молекулярной генетики и молекулярной биофизики                                                                           | Отделение биохимии, физиологии и молекулярной биологии НАН Украины |
| Премия НАН Украины имени В. М. Глушкова               | 1982                   | Глушков Виктор Михайлович              | за выдающиеся научные работы в области кибернетики, общей теории вычислительных машин и систем                                                                                         | Отделение информатики НАН Украины                                  |
| Премия НАН Украины имени М. С. Грушевского            | 1990                   | Грушевский Михаил Сергеевич            | за выдающиеся научные работы в области исторической украинистики и социологии | Отделение истории, философии и права НАН Украины                   |
| Премия НАН Украины имени А. С. Давыдова               | 1997                   | Давыдов Александр Сергеевич            | за выдающиеся научные работы в области теоретической и биологической физики | Отделение физики и астрономии НАН Украины                          |
| Премия НАН Украины имени А. Н. Динника                | 1972                   | Динник Александр Николаевич            | за выдающиеся научные работы в области механики и машиностроения | Отделение механики НАН Украины                                     |
| Премия НАН Украины имени Н. Н. Доброхотова            | 1997                   | Доброхотов Николай Николаевич          | за выдающиеся научные работы в области металлургии и материаловедения | Отделение физико-технических проблем материаловедения НАН Украины  |
| Премия НАН Украины имени А. А. Дородницына            | 2007                   | Дородницын Анатолий Алексеевич         | за выдающиеся научные работы в области компьютерной математики и вычислительной техники                                                                                                | Отделение информатики НАН Украины                                  |
| Премия НАН Украины имени Д. К. Заболотного            | 1967                   | Заболотный Даниил Кириллович           | за выдающиеся научные работы в области микробиологии, вирусологии , эпидемиологии | Отделение биохимии, физиологии и молекулярной биологии НАН Украины |
| Премия НАН Украины имени Р. Е. Кавецкого              | 2000                   | Кавецкий Ростислав Евгеньевич          | за выдающиеся научные работы в области экспериментальной онкологии | Отделение биохимии, физиологии и молекулярной биологии НАН Украины |
| Премия НАН Украины имени Г. В. Карпенко               | 1987                   | Карпенко Георгий Владимирович          | за выдающиеся научные работы в области физико-химической механики материалов и материаловедения                                                                                        | Отделение физико-технических проблем материаловедения НАН Украины  |
| Премия НАН Украины имени А. И. Киприанова             | 1987                   | Киприанов Андрей Иванович              | за выдающиеся научные работы в области органической химии, химии высокомолекулярных соединений и химической технологии                                                                 | Отделение химии НАН Украины                                        |
| Премия НАН Украины имени Ф. М. Колессы                | 1997                   | Колесса Филарет Михайлович             | за выдающиеся научные работы в области украинской фольклористики, этнологии, народоведения и музыковедения                                                                             | Отделение литературы, языка и искусствоведения НАН Украины         |
| Премия НАН Украины имени В. П. Комиссаренко           | 1996                   | Комиссаренко Василий Павлович          | за выдающиеся научные работы в области украинской патофизиологии и эндокринологии | Отделение биохимии, физиологии и молекулярной биологии НАН Украины |
| Премия НАН Украины имени Н. И. Костомарова            | 1992                   | Костомаров Николай Иванович            | за выдающиеся научные работы в области истории и исторического источниковедения | Отделение истории, философии и права НАН Украины                   |
| Премия НАН Украины имени П. Г. Костюка                | 2012                   | Костюк Платон Григорьевич              | за выдающиеся научные работы в области физиологии, биофизики и нейрофизиологии | Отделение биохимии, физиологии и молекулярной биологии НАН Украины |
| Премия НАН Украины имени М. Г. Крейна                 | 2007                   | Крейн Марк Григорьевич                 | за выдающиеся научные работы в области функционального анализа и теории функций | Отделение математики НАН Украины                                   |
| Премия НАН Украины имени Н. М. Крылова                | 1964                   | Крылов Николай Митрофанович            | за выдающиеся научные работы в области нелинейной механики и прикладной математики | Отделение математики НАН Украины                                   |
| Премия НАН Украины имени А. Е. Крымского              | 1990                   | Крымский Агатангел Ефимович            | за выдающиеся научные работы в области востоковедения | Отделение истории, философии и права НАН Украины                   |
| Премия НАН Украины имени Г. В. Курдюмова              | 1997                   | Курдюмов Георгий Вячеславович          | за выдающиеся научные работы в области физики металлов и физического материаловедения                                                                                                  | Отделение физики и астрономии НАН Украины                          |
| Премия НАН Украины имени М. А. Лаврентьева            | 1997                   | Лаврентьев Михаил Алексеевич           | за выдающиеся научные работы в области математики | Отделение математики НАН Украины                                   |
| Премия НАН Украины имени В. Е. Лашкарёва              | 1997                   | Лашкарёв Вадим Евгеньевич              | за выдающиеся научные работы в области физики полупроводников и полупроводникового приборостроения                                                                                     | Отделение физики и астрономии НАН Украины                          |
| Премия НАН Украины имени С. А. Лебедева (информатика) | 1976                   | Лебедев Сергей Алексеевич              | за выдающиеся научные работы в области вычислительной техники, приборостроения и создания средств и систем автоматизации и управления                                                  | Отделение физико-технических проблем энергетики НАН Украины        |
| Премия НАН Украины имени С. А. Лебедева (энергетика)  | 1976                   | Лебедев Сергей Алексеевич              | за выдающиеся научные работы в области вычислительной техники , приборостроения и создания средств и систем автоматизации и управления                                                 | Отделение информатики НАН Украины                                  |
| Премия НАН Украины имени А. И. Лейпунского            | 2007                   | Лейпунский Александр Ильич             | за выдающиеся научные работы в области ядерной энергетики | Отделение ядерной физики и энергетики НАН Украины                  |
| Премия НАН Украины имени Д. З. Мануильского           | 1972 (отменена 1992)   | Мануильский Дмитрий Захарович          | за выдающиеся научные труды в области истории, философии, государства и права | Отделение истории, философии и права НАН Украины                   |
| Премия НАН Украины имени И. И. Мечникова              | 1946 (повторно 1995)   | Мечников Илья Ильич                    | за выдающиеся научные работы в области микробиологии, иммунологии и геронтологии | Отделение биохимии, физиологии и молекулярной биологии НАН Украины |
| Премия НАН Украины имени Ю. А. Митропольского         | 2009                   | Митропольский Юрий Алексеевич          | за выдающиеся научные работы в области математики и нелинейной механики | Отделение математики НАН Украины                                   |
| Премия НАН Украины имени В. С. Михалевича             | 1997                   | Михалевич Владимир Сергеевич           | за выдающиеся научные работы в области информатики, теории оптимизации и системного анализа                                                                                            | Отделение информатики НАН Украины                                  |
| Премия НАН Украины имени Н. Д. Моргулиса              | 2007                   | Моргулис Наум Давидович                | за выдающиеся научные работы в области физики поверхности и физической и наноэлектроники                                                                                               | Отделение физики и астрономии НАН Украины                          |
| Премия НАН Украины имени З. И. Некрасова              | 1997                   | Некрасов Зот Ильич                     | за выдающиеся научные работы в области металлургии | Отделение физико-технических проблем материаловедения НАН Украины  |
| Премия НАН Украины имени М. В. Остроградского         | 1997                   | Остроградский Михаил Васильевич        | за выдающиеся научные работы в области математики и математических проблем механики | Отделение математики НАН Украины                                   |
| Премия НАН Украины имени А. В. Палладина              | 1973                   | Палладин Александр Владимирович        | за выдающиеся научные работы в области биохимии и молекулярной биологии | Отделение биохимии, физиологии и молекулярной биологии НАН Украины |
| Премия НАН Украины имени Е. О. Патона                 | 1964                   | Патон Евгений Оскарович                | за выдающиеся научные работы в области создания новых металлических материалов и методов их обработки                                                                                  | Отделение физико-технических проблем материаловедения НАН Украины  |
| Премия НАН Украины имени С. И. Пекаря                 | 1997                   | Пекарь Соломон Исакович                | за выдающиеся научные работы в области теории твёрдого тела | Отделение физики и астрономии НАН Украины                          |
| Премия НАН Украины имени Г. С. Писаренко              | 2007                   | Писаренко Георгий Степанович           | за выдающиеся научные работы в области прочности материалов и конструкций | Отделение механики НАН Украины                                     |
| Премия НАН Украины имени Л. В. Писаржевского          | 1939 (повторно 1964)   | Писаржевский Лев Владимирович          | за выдающиеся научные работы в области химии и химической технологии | Отделение химии НАН Украины                                        |
| Премия НАН Украины имени А. В. Погорелова             | 2007                   | Погорелов Алексей Васильевич           | за выдающиеся научные работы в области геометрии и топологии | Отделение математики НАН Украины                                   |
| Премия НАН Украины имени А. А. Потебни                | 1997                   | Потебня Александр Афанасьевич          | за выдающиеся научные работы в области языкознания, философии, языка и народного творчества                                                                                            | Отделение литературы, языка и искусствоведения НАН Украины         |
| Премия НАН Украины имени И. К. Походни                | 2015                   | Походня Игорь Константинович           | за выдающиеся работы в области прикладного материаловедения | Отделение физико-технических проблем материаловедения              |
| Премия НАН Украины имени А. Ф. Прихотько              | 1997                   | Прихотько Антонина Фёдоровна           | за выдающиеся научные работы в области лазерной физики, оптики и кристаллографии | Отделение физики и астрономии НАН Украины                          |
| Премия НАН Украины имени Г. Ф. Проскуры               | 1974                   | Проскура Георгий Фёдорович             | за выдающиеся научные работы в области энергетики | Отделение физико-технических проблем энергетики НАН Украины        |
| Премия НАН Украины имени М. В. Птухи                  | 1997                   | Птуха Михаил Васильевич                | за выдающиеся научные работы в области экономики и демографии, демографической статистики                                                                                              | Отделение экономики НАН Украины                                    |
| Премия НАН Украины имени И. П. Пулюя                  | 1997                   | Пулюй Иван Павлович                    | за выдающиеся научные работы в области прикладной физики | Отделение физики и астрономии НАН Украины                          |
| Премия НАН Украины имени Л. П. Симиренко              | 1980                   | Симиренко Лев Платонович               | за выдающиеся научные работы в области садоводства, дендробиологии и цветоводства | Отделение общей биологии НАН Украины                               |
| Премия НАН Украины имени К. Д. Синельникова           | 1974                   | Синельников Кирилл Дмитриевич          | за выдающиеся научные работы в области ядерной физики | Отделение ядерной физики и энергетики НАН Украины                  |
| Премия НАН Украины имени Н. Д. Стражеско              | 1991                   | Стражеско Николай Дмитриевич           | за выдающиеся научные работы в области лечения внутренних болезней, кардиологии | Отделение биохимии, физиологии и молекулярной биологии НАН Украины |
| Премия НАН Украины имени С. И. Субботина              | 1997                   | Субботин Серафим Иванович              | за выдающиеся научные работы в области геофизики, гидрофизики, научного приборостроения, метрологии и физики атмосферы                                                                 | Отделение наук о Земле НАН Украины                                 |
| Премия НАН Украины имени С. П. Тимошенко              | 1997                   | Тимошенко Степан Прокофьевич           | за выдающиеся научные работы в области теоретической и прикладной механики | Отделение механики НАН Украины                                     |
| Премия НАН Украины имени В. И. Толубинского           | 1997                   | Толубинский Всеволод Иванович          | за выдающиеся научные работы в области теплофизики и теплотехники | Отделение физико-технических проблем энергетики НАН Украины        |
| Премия НАН Украины имени В. И. Трефилова              | 2002                   | Трефилов Виктор Иванович               | за выдающиеся научные работы в области физики прочности и пластичности материалов | Отделение физико-технических проблем материаловедения НАН Украины  |
| Премия НАН Украины имени М. И. Туган-Барановского     | 1992                   | Туган-Барановский Михаил Иванович      | за выдающиеся научные работы в области экономики | Отделение экономики НАН Украины                                    |
| Премия НАН Украины имени П. А. Тутковского            | 2007                   | Тутковский Павел Аполлонович           | за выдающиеся научные работы в области геологии, географии, океанологии, геоэкологии, климатологии и метеорологии                                                                      | Отделение наук о Земле НАН Украины                                 |
| Премия НАН Украины имени Е. П. Федорова               | 1999                   | Федоров Евгений Павлович               | за выдающиеся научные работы в области теоретической и прикладной астрономии | Отделение физики и астрономии НАН Украины                          |
| Премия НАН Украины имени И. Я. Франко                 | 1979                   | Франко Иван Яковлевич                  | за выдающиеся научные работы в области филологии, этнологии и искусствоведения | Отделение литературы, языка и искусствоведения НАН Украины         |
| Премия НАН Украины имени И. Н. Францевича             | 1987                   | Францевич Иван Никитович               | за выдающиеся научные работы в области физического материаловедения | Отделение физико-технических проблем материаловедения НАН Украины  |
| Премия НАН Украины имени Н. Г. Холодного              | 1972                   | Холодный Николай Григорьевич           | за выдающиеся научные работы в области ботаники, физиологии и экологии растений | Отделение общей биологии НАН Украины                               |
| Премия НАН Украины имени В. М. Хрущева                | 1997                   | Хрущёв Василий Михайлович              | за выдающиеся научные работы в области электроэнергетики и электротехники | Отделение физико-технических проблем энергетики НАН Украины        |
| Премия НАН Украины имени В. Ю. Чаговца                | 2013                   | Чаговец Василий Юрьевич                | за выдающиеся работы в области фундаментальной и прикладной физиологии | Отделение биохимии, физиологии и молекулярной биологии НАН Украины |
| Премия НАН Украины имени Д. Ф. Чеботарёва             | 2008                   | Чеботарёв Дмитрий Федорович            | за выдающиеся работы в области геронтологии и гериатрии | Отделение биохимии, физиологии и молекулярной биологии НАН Украины |
| Премия НАН Украины имени Д. И. Чижевского             | 1997                   | Чижевский Дмитрий Иванович             | за выдающиеся научные работы в области философских наук | Отделение истории, философии и права НАН Украины                   |
| Премия НАН Украины имени А. Г. Шлихтера               | 1972 (отменена 1992)   | Шлихтер Александр Григорьевич          | за выдающиеся выдающиеся научные труды в области экономики | Отделение экономики НАН Украины                                    |
| Премия НАН Украины имени И. И. Шмальгаузена           | 1993                   | Шмальгаузен Иван Иванович              | за выдающиеся научные работы в области зоологии, морфологии, филогении, экологии животных и бионики                                                                                    | Отделение общей биологии НАН Украины                               |
| Премия НАН Украины имени Ф. И. Шмидта                 | 2007                   | Шмидт Фёдор Иванович                   | за выдающиеся научные работы в области искусствоведения и культурологии | Отделение литературы, языка и искусствоведения НАН Украины         |
| Премия НАН Украины имени Л. В. Шубникова              | 2001                   | Шубников Лев Васильевич                | за выдающиеся научные работы в области экспериментальной физики | Отделение физики и астрономии НАН Украины                          |
| Премия НАН Украины имени В. Я. Юрьева                 | 1964                   | Юрьев Василий Яковлевич                | за выдающиеся научные работы в области генетики и создания новых методов акклиматизации, более высокоурожайных сортов сельскохозяйственных культур и высокопродуктивных пород животных | Отделение общей биологии НАН Украины                               |
| Премия НАН Украины имени М. К. Янгеля                 | 1977                   | Янгель Михаил Кузьмич                  | за выдающиеся научные работы в области прикладной и технической механики и ракетно-космической техники                                                                                 | Отделение механики НАН Украины                                     |
| Премия НАН Украины имени Ф. Г. Яновского              | 1993                   | Яновский Феофил Гаврилович             | за выдающиеся научные работы в области терапии, клинической бактериологии и иммунологии                                                                                                | Отделение биохимии, физиологии и молекулярной биологии НАН Украины |

Премии присуждаются с разной периодичностью (в основном раз в 2-3 года).